# 科瓦利奧韋
50°57′27″N 32°43′13″E / 50.95750°N 32.72028°E
科瓦利奧韋（烏克蘭語：Ковальове），是烏克蘭的村落，位於該國北部切爾尼戈夫州，由切爾尼戈夫區負責管轄，始建於1689年，面積0.37平方公里，海拔高度111米，2001年人口55，人口密度每平方公里147.85人。